# 캔 토마토

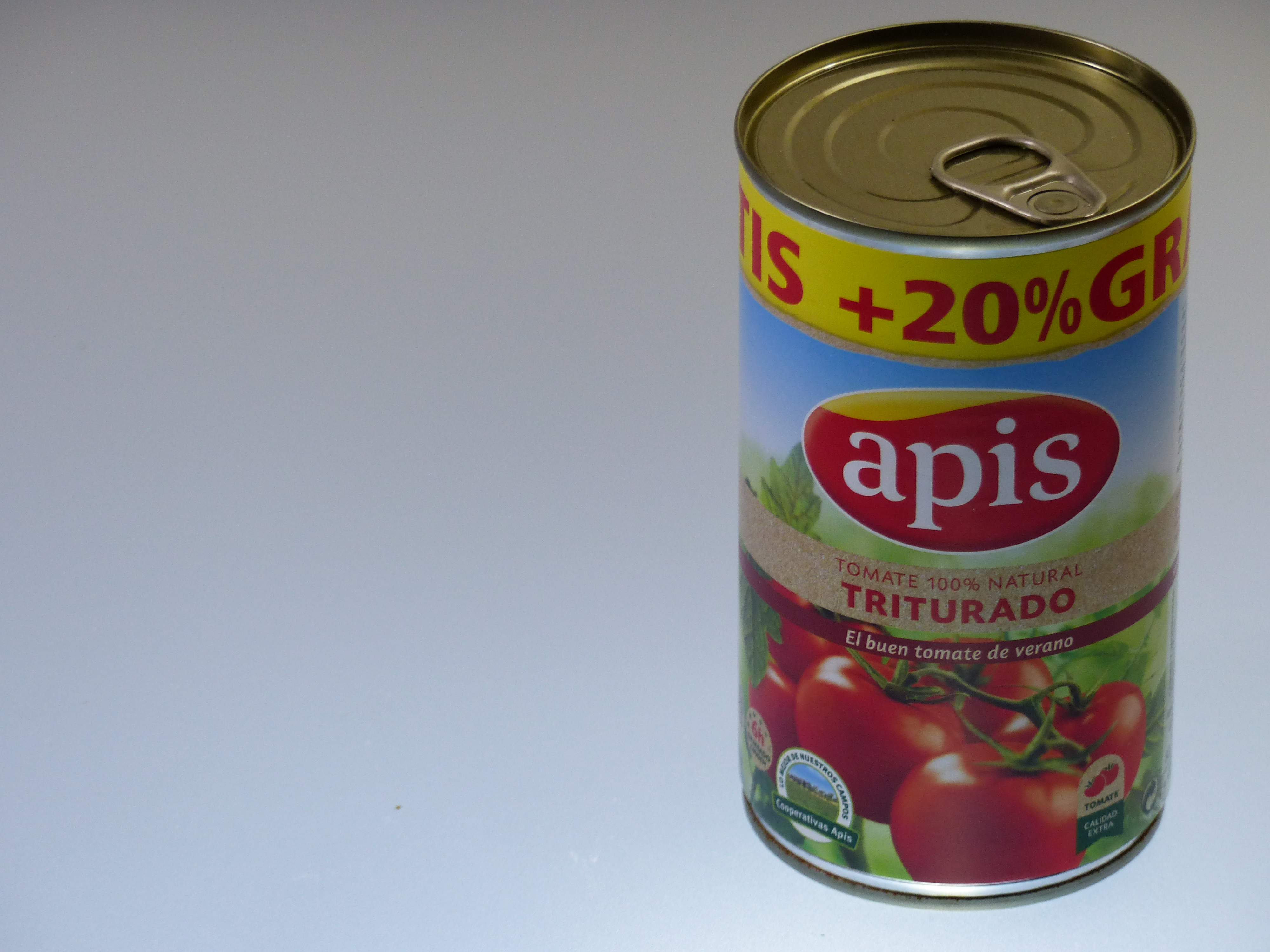
캔 토마토

캔 토마토(can+tomato) 또는 통조림 토마토(桶--tomato)는 토마토를 껍질을 벗겨 가열·살균한 뒤 통조림통에 넣고 밀봉하여 오래 보존할 수 있도록 한 것이다. 토마토 소스 등을 만들 때 쓴다.

## 같이 보기
- 플럼토마토